# 鳥取連続不審死事件
鳥取連続不審死事件（とっとり れんぞくふしんしじけん）は、2004年（平成16年）から2009年（平成21年）にかけて鳥取県で、女U（スナックの元ホステス）の周辺で起こった6件の連続不審死事件である。
捜査の結果、女Uによる強盗殺人2件、自殺2件、事故死1件、病死1件とされた。強盗殺人2件について、2017年（平成29年）の最高裁判所判決により女Uの死刑が確定した（女性死刑囚）。

## 事件の概要
2009年4月発生のトラック運転手の溺死事件（後述の第4の事案）に関し、鳥取県警察はスナックの元ホステスの女Uの捜査を開始した。
2009年10月には女Uの周辺で2件の不審死事案（第5・第6の事案）が発生した。鳥取県警は2009年11月2日に別件の詐欺容疑で女Uを逮捕し、強制捜査に乗り出した。また女U周辺での過去の不審死事案3件を含めて「鳥取連続不審死」として改めて捜査することとなった。
警察による捜査の結果、うち2件が強盗殺人として女Uを逮捕。その他の事案は自殺2件、事故死1件、病死1件とされた。

### 第1の事案
自殺
1999年に鳥取に赴任した新聞記者の男性Aは、2001年ごろ女Uが勤めるスナックで女Uと出会い、2003年には妻子があるにもかかわらず女Uと交際・同棲するようになる。また、その時期にはAは周囲に借金してまわる様になった。そんななか、2004年5月13日、鳥取市内のJR・因美線でA（42歳）の轢死体が発見された。周囲には段ボールの破片が散乱しており、段ボールを被るか、段ボール箱の中に入る状態だったと推察された。段ボールには「女Uに出会えてよかった。本当の愛を知った」と走り書きがあり、また勤務先の新聞社には「迷惑をかけた」との遺書らしきものが残されており、警察は「自殺」と判断し、司法解剖なども行われなかった。

### 第2の事案
事故死
警備員として警備会社勤務の男性Bは、2001年ごろ女Uが勤めるスナックで女Uと出会い、Bの実弟も含め女Uと遊び友達になると、2005年ごろには女U宅に居候し、女Uの子供の面倒を見るなどしていた。実弟によると、Bはめっぽう気が弱く、女Uからは実態のない借用書を書かされたり、暴力を受けたり、給料を取り上げられたり、「奴隷」の様な扱いを受けていた。2007年8月18日、B（27歳）は女U家族とともに鳥取砂丘近くの海辺に貝採りに出かけ、沖合約200メートル水深約2メートルの地点の海底に沈んでいるのが発見された。救助後に病院に搬送されたが、同年8月27日に蘇生後脳症で死亡した。実弟によるとBは泳ぎが苦手であった。警察および病院は特に疑念を抱かず、事故として処理された。

### 第3の事案
自殺
鳥取県警刑事の男性Cは、2007年ごろ捜査の一環として女Uが勤めるスナックを訪れたのをきっかけに、同スナックの常連となり、妻子がありながら女Uと交際するようになった。関係者の証言によると、Cの勤務態度、女性問題、金銭問題などが県警内で問題視されるようになり、Cは上司より注意を受けていた。2008年2月、鳥取県内の山中で首を吊った状態で発見された。警察は自殺と判断し、司法解剖なども行われなかったとされる。事案発生の2008年当初には県警による発表はなかったが、2009年に一連の不審死が報道されるようになると、最初は「警察署内で首吊り」として、のちに「山中で首吊り」に訂正され発表された。

### 第4の事案
女Uによる強盗殺人（逮捕・起訴・判決。女Uは一貫して否認）
トラック運転手の男性Dは、2008年2月ころより女Uと交際をしており、女Uに対し300万円ほどの金銭も渡していた。2009年4月11日、鳥取県北栄町の沖合約600メートル水深約3メートルの海底でD（47歳）が全裸の水死体で発見され、司法解剖の結果、死因は溺死、体内から睡眠導入剤が検出されるとともに、通常の溺死では普通見られない肺からの砂が検出された。2010年3月3日に鳥取県警は強盗殺人容疑で女Uを逮捕した。

### 第5の事案
女Uによる強盗殺人（逮捕・起訴・判決。女Uは一貫して否認）
鳥取市内で電器店を経営する男性Eは、2009年夏ごろに女Uおよび女Uの交際相手で同棲中の男Fに対して100万円を超える家電製品を掛け売りで納品していた。2009年10月7日、鳥取市の摩尼山中腹の摩尼川にて、E（57歳）が顔に傷、うつ伏せの状態で水死しているのが発見された。司法解剖の結果、睡眠導入剤が検出された。状況証拠などから、2010年1月28日に鳥取県警は強盗殺人容疑で女Uを逮捕した。

### 第6の事案
病死
女U宅の近隣のアパートに住む男Gは、ホテル従業員だったが、2009年に脳梗塞を患い、以後、職を失い生活保護を受けて生活していた。女Uの勤務するスナックの客でもあったことから、女Uとは親しい間柄で、男Gが家の合鍵を女Uに渡していたり、男Gが女Uの子供の面倒を見るなどしていた。2009年9月には、女U所有の自動車を男Gが運転中に事故を起こし、女Uと男Gとの間で金銭トラブルになっていた。朝日新聞によると関係者の証言として「同年10月26日夕刻、男Gの意識が混濁し、女Uが男Gに錠剤を服用させていた」。翌27日朝には病院に救急搬送されるも死亡が確認された。遺体は司法解剖され、体内から睡眠導入剤が検出された。県警は、女Uとの関連を捜査するも、男Gは心臓に持病があったこと、死亡と睡眠導入剤との因果関係が不明なことなどにより最終的には病死と判断した。

## 逮捕・裁判の経過

### 逮捕・起訴・公判前手続き
2009年11月2日、鳥取県警は、女Uおよび交際・同棲中の男Fを詐欺の容疑で逮捕したのを皮切りに、以降、別件の詐欺や住居侵入・窃盗の容疑で5回再逮捕した。2010年1月28日、鳥取県警は、第5の事案に関し、強盗殺人容疑でUを再逮捕。また、2010年3月3日には、第4の事案に関し、強盗殺人容疑で女Uを再逮捕した。
詐欺8件、住居侵入・窃盗1件、強盗殺人2件が順次起訴され、公判前整理手続は2010年1月18日より2012年9月19日まで合計42回開催された。Uは、詐欺8件、住居侵入・窃盗1件については基本的に認めたが、強盗殺人2件については否認し、直接証拠が無いなかで間接証拠のみでの犯行立証が争点となった。

### 第1審公判
鳥取地方裁判所（裁判員裁判） - 死刑判決
2012年9月25日、鳥取地方裁判所にて裁判員裁判として公判が開始され、罪状認否で被告人・女Uは「私はやっていません」と強盗殺人2件を否認した。検察側は冒頭陳述において強盗殺人2件とも「女Uが事前に睡眠導入剤を入手、被害者を呼び出し、睡眠導入剤を飲ませたうえで殺害、事情を知らない同棲中の男Fを迎えに越させ現場を離れた」と主張。それに対し、弁護側は「被害者の生前最後の接触者は男Fで、睡眠導入剤を飲ませたのも男Fである」とし、強盗殺人2件とも「真犯人は男Fである」と無罪を主張した。
同年10月29日に予定されていた弁護側による被告人質問は女Uが黙秘権行使に転じ公判取り消しに、また翌10月30日の検察側・裁判所からの被告人質問にもUは黙秘権を行使し何も語らなかった。
同年11月5日、検察側は死刑を求刑。翌11月6日、弁護側は最終弁論で「男Fと鳥取県警が協力して女Uが犯人という虚構を作り上げた」と主張、また被告人最終意見陳述で女Uは「強盗殺人2件は、私はやっていません」と繰り返し、結審した。
同年12月4日に裁判所は、第4の事案に関し「女Uは、Dへの270万円の債務弁済を逃れるため、Dに睡眠導入剤を飲ませ、Dの意識が朦朧としたところを現場海中に誘導し、入水・溺死させた」強盗殺人である、第5の事案に関し「女Uは、Eへの53万円余の代金支払いを逃れるため、Eに睡眠導入剤を飲ませ、Eの意識が朦朧としたところを現場河川に誘導し、入水・溺死させた」強盗殺人であると各々認定し、「被害者からの債務返済の強い催促に困窮し、安易に殺害を決意・計画・実行する所業は甚だ冷酷・身勝手で悪質性が顕著。反省や謝罪の姿勢もなく、極刑も已む無し」として死刑判決を言い渡した。間接証拠のみにより事実認定を行った判決であったが、間接証拠による事実認定についての判断基準「合理的な疑義の余地が無い程度の立証が必要」（2007年最高裁決定）および新基準「間接証拠の中には、仮に被告人が犯人ではないと仮定すると事実関係が合理的に説明できない、といったものが含まれていることが必要」（2010年最高裁判決）に沿った判決となった。また、裁判員裁判として、裁判員選任から判決までの期間・75日間は過去2番目の長さであった（当時最長は首都圏連続不審死事件の100日間）。Uは判決を不服として即日控訴した。

### 控訴審公判
広島高等裁判所松江支部 - 控訴棄却、死刑判決維持
弁護側は強盗殺人2件について、2件とも「第1審での間接証拠に基づく女Uが犯人であるとの事実認定は証拠不足で誤りがある。女Uには犯行に及ぶ動機がなく、また犯行の機会もなかった。睡眠導入剤により意識が朦朧とする被害者を誘導・入水させる行為は女Uには不可能」などとして無罪を主張し、また第1審でほぼ黙秘していた女Uも被告人質問で関与を否定した。
これに対し広島高等裁判所松江支部は2014年3月20日、強盗殺人2件に関し2件とも、女Uの供述を「客観証拠と不整合、不合理、虚偽」として信用性を否認し、「種々の状況証拠や動機がなどから女Uが犯人であると認められ、原判決認定に事実誤認は認められない」とし、控訴を棄却、死刑との原判決を維持した。女Uの弁護団は判決を不服として即日上告した。

### 上告審公判
最高裁判所第1小法廷 - 上告棄却、死刑判決確定
2017年6月29日に開かれた上告審弁論では、弁護側は強盗殺人2件について、2件とも「睡眠導入剤により意識が朦朧とする被害者を誘導・入水させる行為は女Uには不可能」と無罪を主張し、検察側は「犯行は十分可能」と上告棄却を求め、結審した。
2017年7月27日、最高裁第1小法廷は「第1審・控訴審の過程で憲法違反無し。各種の状況証拠・動機は合理的な疑義を払拭する程度に証明済で、女Uが犯人であるとする第1審・控訴審の判決は正当。犯行経緯・動機・計画性などから第1審・控訴審での死刑との量刑も已む無し」として、上告を棄却した。
弁護側は最高裁判所に対し上告棄却判決の訂正申し立てを行ったが、最高裁判所は2017年8月23日に棄却の決定を出した。これにより、Uの死刑判決が確定した。

## 事件・裁判に対する報道

### 裁判員裁判と実名報道・匿名報道
この事件は、2009年11月2日に詐欺容疑で女Uが逮捕された際、鳥取県警は県警記者クラブに加盟する報道各社に女Uの実名での発表資料を配布、毎日新聞・読売新聞などは詐欺容疑に関し実名で報道した。しかし、不審死事件が発覚した11月5日以降は匿名報道に変更された。これは、殺人容疑で立件されれば裁判員裁判の対象となるため、世間に予断を与えないための配慮とされている。一方、週刊誌の多くは実名や顔写真を掲載しセンセーショナルに報じた。週刊新潮は「重大犯罪疑義・社会的関心大きく、『知る権利』に応えるため」と、週刊文春は「事案の重大性を鑑みて」と、実名報道の理由を説明した。ジャーナリズム論が専門の立正大学・桂敬一講師が「捜査当局の結論が出ていない疑惑の段階で、興味本位に実名報道することには疑問を感じる」などと指摘した。2010年1月28日に女Uが第5の事案に関し強盗殺人の容疑で逮捕されると、朝日新聞・産経新聞などは実名報道に切り替えた。

### 首都圏連続不審死事件との対比報道
同時期に発覚した「首都圏連続不審死事件」との類似点・相違点などを評した報道等が見られた。ノンフィクションライターの青木理が著書の中で「ともに、疑惑の中心人物は30代半ばのふくよかで決して容姿端麗とは言えない女の周辺で、親密な交際をしており金銭も提供していた複数の男の不審死」と評し、作家でコラムニストの北原みのりも「容姿や年齢、犯行手口に類似点がみられるが、男との出会い方に大きな相違点があり、夫々の生育環境に由来するものではないか」と指摘、事件ジャーナリストの戸田一法も「双方とも、起訴された事案が一連の不審死事案の一部だったことを踏まえ、司法の限界も感じる」と評した。また2016年のフジテレビの番組「追跡!平成オンナの大事件」では「東のK被告、西のU被告」として取り上げた。

## 死刑囚・U

### 経歴
1973年12月21日に鳥取県倉吉市に生まれ、幼少期を同県東伯郡大栄町で過ごし、両親と兄が1人の4人家族であった。1988年に中学校を卒業後、高校の看護科に進学するもほどなく中退。その後、大阪で結婚し1男1女を儲けるが離婚、鳥取に戻り別の男性と再婚しさらに1男1女を儲けるが折り合いが悪く別居、鳥取市の歓楽街のスナックでホステスとして働くようになった。2004年には婚外子1女を儲けた。2009年夏ごろからは、女Uともに2009年11月に詐欺容疑で逮捕された男Fと同棲するようになった。前科・前歴としては、2002年3月に詐欺容疑で逮捕（起訴には至らず）、2003年及び2008年には道路交通法違反（無免許運転）で検挙・罰金（略式命令）がある。

### 起訴後
第1審公判途上の2012年には、鳥取刑務所拘置区に収容されており、2012年10月ごろの接見禁止解除を機に、一部の報道記者やライターなどと面会を行うようになった。第1審判決後の2013年2月に松江刑務所拘置区へ移送。雑誌「紙の爆弾」2014年10月号（2014年9月発売）より実名での連載「松江刑務所より…」を開始、拘置生活などを綴っている。2016年12月には、和歌山毒物カレー事件で死刑が確定した女性死刑囚・林眞須美より「Uとは面識が無く関りを持ちたくないにもかかわらず、自身とUが親しいかのような文章を雑誌等に掲載され、苦痛を与えられた。1000万円の損害賠償を求める」と提訴された。2017年8月の死刑確定により、親族以外の面会は原則不可となり、2017年9月22日時点で、死刑確定者を収容する広島拘置所へ移送されていることが確認されている。これにより連載も「広島拘置所より…」に改題された。

### 拘置所内での窒息死
2023年（令和5年）1月15日、法務省は、広島拘置所に収容されていたU死刑囚が、前日14日の午後4時すぎ、拘置所の自室で食べ物を喉に詰まらせ、窒息死したと発表した。49歳没。同月10日にも食事中に意識を失って緊急搬送されていたが、このときは回復して拘置所に戻っていた。これにより、「紙の爆弾」で続いていた連載獄中記「広島拘置所より……」も打ち切りとなる。